# NGC 2353
NGC 2353 (другое обозначение — OCL 567) — рассеянное скопление в созвездии Единорог.
Этот объект входит в число перечисленных в оригинальной редакции «Нового общего каталога».
HD 55789 является самой яркой звездой в области скопления, однако её принадлежность к NGC 2353 стоит под сомнением. Анализ спектрометрических и фотометрических данных показывает, что скопление имеет 65 членов. Они сосредоточены в радиусе около 5', но есть звёзды, расположенные в гало радиусом около 10'.